# Анкионе (Пистоја)
Анкионе је насеље у Италији у округу Пистоја, региону Тоскана.
Према процени из 2011. у насељу је живело 1223 становника. Насеље се налази на надморској висини од 18 м.